# Vasilij Pitjul
Vasilij Pitjul (russisk: Васи́лий Влади́мирович) (født 15. juni 1961 i Mariupol i Sovjetunionen, død 26. juli 2015 i Moskva i Rusland) var en sovjetisk filminstruktør.

## Filmografi
- Lille Vera (Ма́ленькая Ве́ра, 1988)[1][2]
- V gorode Sotji tjomnyje notji (В городе Сочи тёмные ночи, 1989)